# Josh Turnbull

a Compétitions nationales et continentales officielles uniquement.

b Matchs officiels uniquement.
Dernière mise à jour le 11 juillet 2023.
Joshua "Josh" Turnbull, né le 12 mars 1988 à Haverfordwest, est un joueur international gallois de rugby à XV évoluant aux postes de troisième ligne aile, troisième ligne centre et deuxième ligne. Il joue actuellement pour Cardiff Rugby et est passé par les clubs des Scarlets, Llanelli RFC et Llandovery RFC.

## Biographie
Né à Haverfordwest, Turnbull parle couramment le gallois.
Il rejoint l'équipe du pays de Galles en janvier 2011 pour participer au Tournoi des Six Nations 2011 et rentre pour la première fois sur le terrain sous le maillot gallois comme remplaçant à la seconde mi-temps lors d'une rencontre contre l'Écosse. Il fait partie du groupe restreint pour participer à la Coupe du monde 2011 mais n'est finalement pas retenu dans l'équipe finale.
l'année suivante, il est dans l'équipe qui affronte lors d'un test les Barbarians, les Gallois s'imposant sur le score de 30 à 21. En novembre de la même année, en raison d'une blessure de Dan Lydiate, il se voit offrir une nouvelle chance de porter le maillot gallois : il dispute le match face à l'Argentine. Blessé à un genou, il est contraint de déclarer forfait pour la suite des matchs internationaux de l'automne. Il figure parmi la liste initiale de 35 joueurs retenus pour le Tournoi des Six Nations 2013 mais il ne dispute finalement aucune rencontre.
Une blessure à l'épaule le prive d'une partie de la saison 2013-2014. Il retrouve la sélection galloise à l'occasion d'une tournée en juin 2014 en Afrique du Sud, où il rentre en jeu lors du test de Durban perdu 38 à 16 face aux Springboks puis est titulaire une semaine plus tard lors de la défaite 31 à 30 à Nelspruit.

## Statistiques en équipe nationale
Josh Turnbull compte treize capes en équipe du pays de Galles depuis sa première sélection le 12 février 2011 contre l'Écosse au stade de Murrayfield. Il participe à une édition du Tournoi des Six Nations en 2011.

## Palmarès
- Vainqueur du Challenge européen en 2018 avec les Cardiff Blues.